# Testing (album)
| Recensione           | Giudizio |
| -------------------- | -------- |
| AnyDecentMusic?      | 6,4/10   |
| Metacritic           | 67/100   |
| AllMusic             |          |
| The A.V. Club        | B-       |
| Consequence of Sound | B+       |
| Exclaim!             | 7/10     |
| The Guardian         |          |
| Highsnobiety         |          |
| HipHopDX             |          |
| HotNewHipHop         | 81%      |
| Pitchfork            | 6,7/10   |

Testing è il terzo album in studio del rapper statunitense ASAP Rocky, pubblicato il 25 maggio 2018.

## Tracce
1. Distorted Records – 2:20
2. ASAP Forever (Remix) (feat. Moby, T.I. & Kid Cudi) – 5:15
3. Tony Tone – 3:28
4. Fukk Sleep (feat. FKA twigs) – 3:12
5. Praise the Lord (Da Shine) (feat. Skepta) – 3:25
6. Calldrops (feat. Kodak Black) – 2:42
7. Buck Shots – 2:47
8. Gunz n Butter (feat. Juicy J) – 3:33
9. Brotha Man (feat. French Montana) – 3:36
10. OG Beeper – 2:35
11. Kids Turned Out Fine – 3:03
12. Hun43rd (feat. Dev Hynes) – 4:02
13. Changes – 5:14
14. Black Tux, White Collar – 2:42
15. Purity (feat. Frank Ocean) – 4:22

## Formazione
Crediti adattati dal profilo Twitter di ASAP Rocky e da Tidal.
Musicisti
- Andrew VanWyngarden – tastiere (traccia 4)
- Devonté Hynes – basso (traccia 13)
- Micheal Burman – chitarra (traccia 13)
- Mikey Freedom Hart – chitarra, tastiere (traccia 13)
- Erick Alrock – chitarra (traccia 15)

Produzione
- Hector Delgado – registrazione, missaggio (tranne traccia 13)
- Sam Houselander – registrazione (tracce 2, 11)
- Alex Ridha – registrazione (traccia 6)
- Nico Marzouka – registrazione (traccia 13)
- Marylebone – registrazione (traccia 15)
- Tom Elmhirst – missaggio (traccia 13)
- Billy Cumella – assistenza al missaggio (tracce 1, 3, 5-7, 9, 11, 14, 15)
- Federico "C Sik" Lopez – assistenza al missaggio (tracce 1, 4, 8, 10, 12)
- Barry McCready – assistenza al missaggio (tracia 2)
- Dan Fyfe – assistenza al missaggio (tracce 10, 12)
- Dave Kutch – mastering